# Bundesstraße 185
Pour les articles homonymes, voir Route 185.
La Bundesstraße 185 est une Bundesstraße du Land de Saxe-Anhalt. Elle relie la ville de Dessau-Roßlau au Harz. Entre Kleinpaschleben et Dessau-Roßlau, la B 185 fait partie de la route allemande des allées.

## Histoire
La première route importante relie les principales villes de résidence du duché d'Anhalt. Seule la section entre Aschersleben et Ermsleben se situe en territoire prussien. Cette section est désignée preußische Staatschaussee Nr. 90a et achevée en 1842.
La Reichsstraße 185, longue de 64,7 km, entre Dessau et Aschersleben est créée vers 1937. Dans les années 1960, cette route est étendue à Alexisbad.
Depuis 2000, la Bundesstraße 185 est élargie dans le cadre du projet de la Bundesstraße 6n et a parfois un nouveau tracé.

## Source
- (de) Cet article est partiellement ou en totalité issu de l’article de Wikipédia en allemand intitulé « Bundesstraße 185 » (voir la liste des auteurs).

1. ↑  (de) « Die Bundes- und Reichsstraßen in Deutschland - Nr. 166 bis 327 » [archive du 18 février 2009], sur home.arcor.de (consulté le 16 juillet 2025)